# Кодачи
Кодачи (на английски: Kodachi) – в буквален превод Малък Тачи, е японски меч, по-къс от Дайто (дълъг меч) и малко по-дълъг от танто. Острието му има дължина от 40 до 65 см. Неговият размер е давал възможност на самурая да го извади много бързо. Използвал се там, където движенията били ограничени, или при атака тяло в тяло. Предпочитано оръжие от самураите, които разчитали основно на бързината си. Много удобен за защита, поради това наричан „мечът, който е щит“.
През Периода Едо, Шогунат Токугава разрешава да се носи не само от самураи, обикновено от търговци.
Кодачи, за разлика от Уакизаши, има фиксирана дължина, също така извивката на острието е по-голяма и дръжката е по-дълга.